# Kristine Yde Eriksen
Kristine Yde Eriksen (født 17. juli 1983) er en dansk skuespillerinde. Hun er uddannet på dansestudiet i Århus i 2005 og på Det Danske Musicalakademi i 2008. Hun har medvirket i filmene Klassefesten og Hvidsten Gruppen samt TV-serien Forbrydelsen III. Desuden har hun lagt stemme til Anna i den danske oversættelse af Disneyfilmene Frost og Frost 2.